# Алана Гебремаріам
Алана Тадеге Гебремаріам (7 березня 1997 , Мінськ ) — білоруська продемократична активістка та феміністка. Перша жінка африканського походження, яка брала участь у парламентських виборах 2019 року.

## Життєпис
Алана Гебремаріам народилася 1997 року і виросла у Мінську. Вона з відзнакою закінчила фізико-математичний клас гімназії № 61 Мінська, а потім Білоруський державний медичний університет за спеціальністю «стоматологія». Під час навчання займалася науковою діяльністю.
У 2018 році стала лідером «Асоціації білоруських студентів», сприяючи розвиткові політичної активності студентів закладів вищої освіти та молодих працюючих спеціалістів. На парламентських виборах 2019 року була висунута кандидатом у депутати Палати представників Білорусі в Грушевському районі Мінська від Білоруської соціал-демократичної партії (Грамада) та Молодіжного блоку.

## Політичне переслідування
Після спірних президентських виборів у Білорусі 2020 року Алана Гебремаріам стала ключовим членом Координаційної ради зі стабілізації ситуації в країні та забезпечення передачі влади. У жовтні екс-кандидат у президенти Світлана Тихановська призначила Алану Гебремаріам своїм представником у справах молоді та студентів.
12 листопада 2020 року на квартирах Гебремаріам та низки інших активістів Білоруської спілки студентів були проведені обшуки, а вони затримані та доставлені до КДБ. 13 листопада стало відомо, що Алана перебуває в СІЗО КДБ за кримінальною справою про організацію дій, що грубо порушують громадський порядок (ч. 1 ст. 342 КК РБ).
У спільній заяві п'ятнадцяти організацій, зокрема правозахисного центру «Вясна», Білоруської асоціації журналістів, Білоруського Гельсінського комітету, Білоруського ПЕН-центру, від 18 листопада 2020 року визнали Алану політв'язнем. 7 грудня 2020 року депутатка Європарламенту Катаріна Барлі взяла на шефство над нею як політв'язнем.
16 березня 2021 року Слідчий комітет Республіки Білорусь висунув перші звинувачення Алані Гебремаріам та іншим фігурантам «справи студентів» та викладачам університету. 16 липня 2021 року Радянський районний суд міста Мінська (суддя Марина Федорова, вже внесена 17 грудня 2020 року до чорного списку Європейського Союзу за численні політично мотивовані вироки, а також прокурори: Анастасія Маліко, Романа Чабатарова) разом з іншими фігурантами справи засудив Алану Гебремаріам до 2 років 6 місяців позбавлення волі.
Алана Гебремаріам вийшла на волю 30 листопада 2022 року.